# SPC-system
Datorstyrda telefonstationer, eller SPC-system (Stored Program Control - programminnesstyrda), som den tekniska termen lyder, innebär att telefonväxeln styrs av datorprogram. SPC-systemen introducerades så smått under 1960-talet, till exempel No. 1 ESS (1965) från Bell System och Ericssons AKE 12 (1968), och i större omfattning under 1970-talet (till exempel AXE). SPC-tekniken innebar lägre totalkostnad (installation, drift och handhavande), större flexibilitet, möjliggjorde nya mervärdestjänster samt banade väg för helt nya telekommunikations-tillämpningar som till exempel mobiltelefoni.
Utvecklingen av SPC-system brukar beskrivas i termer av generationer. 
Den första generationen (som till exempel AKE och No. 1 ESS) kännetecknas av att väljaren är analog (analoga telefonförbindelser genomkopplas galvaniskt genom växeln) samt att datorstyrningen görs av en eller flera centralprocessorer. Andra generationens SPC-system (till exempel AXE och No. 5 ESS) kännetecknas av digital väljare (digitala telefonförbindelser genomkopplas elektroniskt) och i den tredje generationens SPC-system tillkommer att datorstyrningen sker i distribuerade system.
Sedan 1980-talet är så gott som alla nytillverkade telefonväxlar datorstyrda och digitala.

## Historia

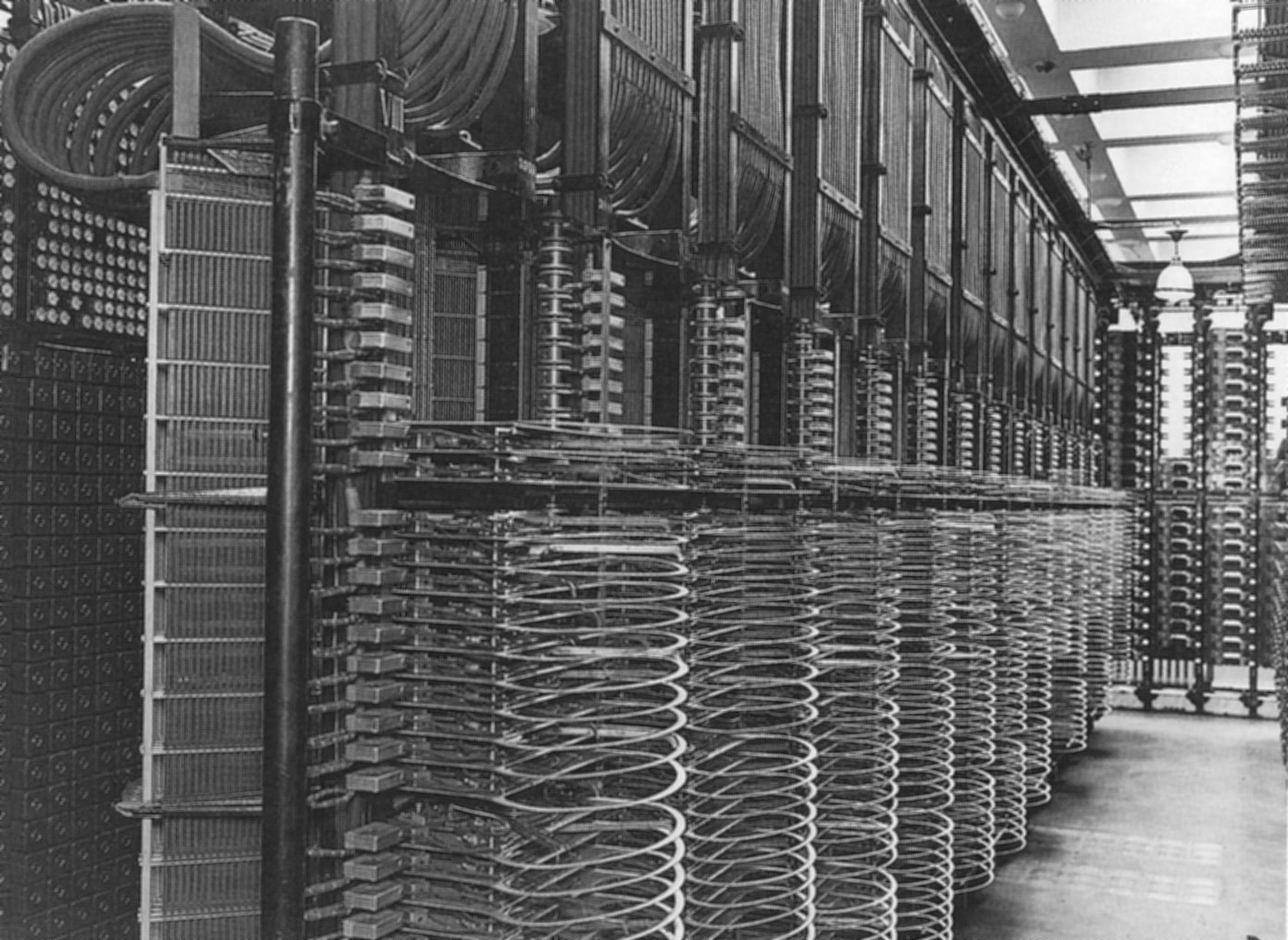
Norra Vasa telefonstation med 500-väljare. 1930-talet

### Bakgrund
År 1878 öppnades den första manuella telefonväxeln i New Haven i Connecticut i USA av det som skulle bli Bell System. Det första steget mot automatiska telefonväxlar var olika konstruktioner av anropsdistribution, dvs. fördelning av uppkopplingar mot lediga telefonister. Det som banade väg för automatiseringen, förutom telefonins snabba expansion, var tre typer av innovationer: centralbatteriet (1890-talet), nummerskivan (1906) och automatiska väljare.
Tidigt konstruerades olika typer av automatiska väljare, som till exempel Strowger-väljaren (1891), koordinatväljaren (1915) och 500-väljaren (1919). Den elektromekaniska eran fortsatte under hela 1900-talet, till exempel den 500-väljare-baserade AGF-stationen Norra Vasa i Stockholm från 1924 ersattes 1985  av en AXE-växel . År 1998 var alla elektromekaniska telefonstationer i Sverige utbytta.

### Analoga SPC-växlar

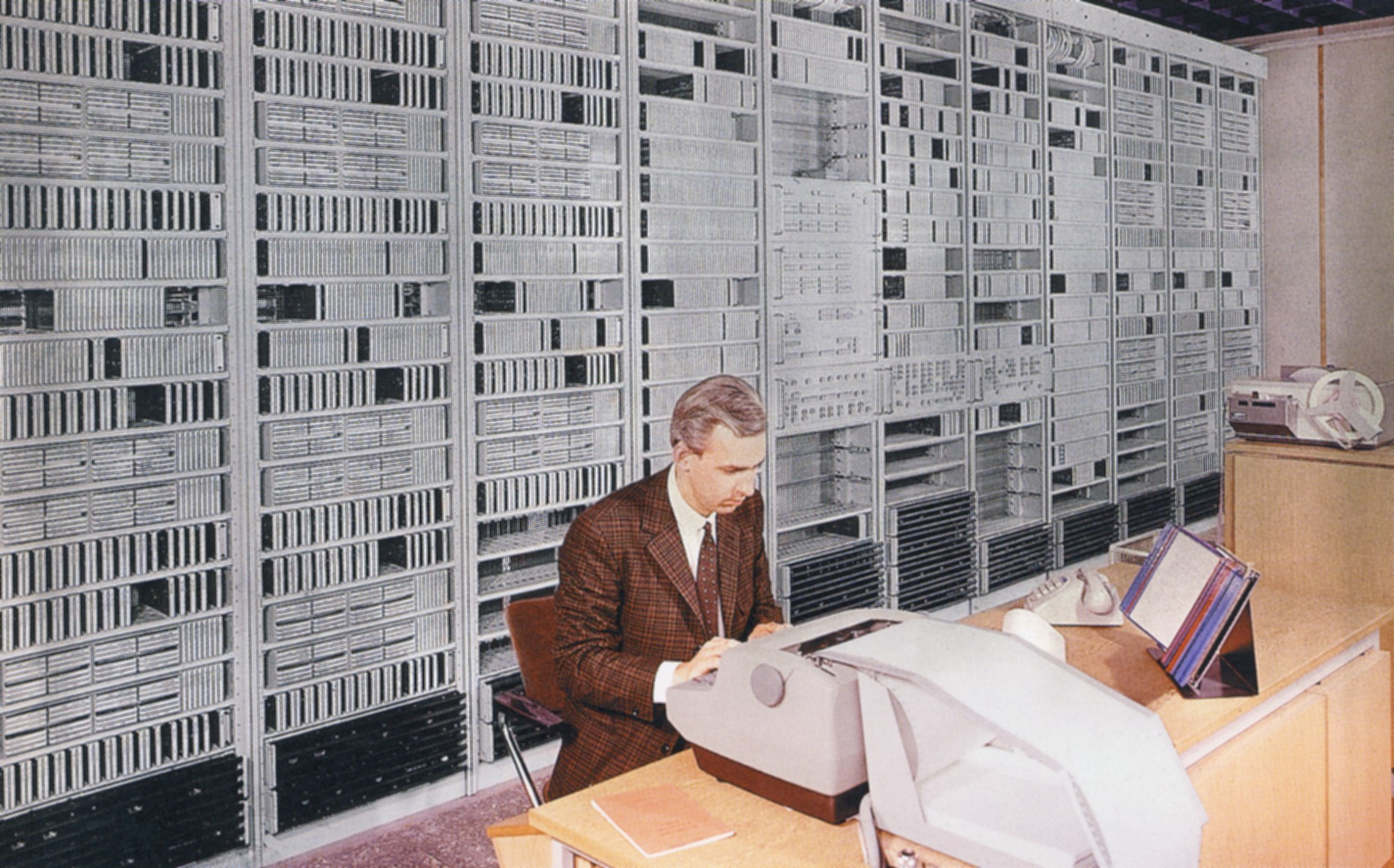
SPC-systemet AKE 12 i Tumba 1968

Under 1950-talet, i och med transistorns genombrott, datorernas intåg och senare integrerade kretsar, började experiment med elektroniska växlar. Det första SPC-systemet, framtaget av Bell Labs, driftsattes i Morris, Illinois i USA år 1960. I och med den snabba tekniska utvecklingen var systemet i Morris redan omodernt när det togs i drift, men det visade att konceptet med datorstyrning i telekommunikationsområdet var genomförbart. Bell Labs vidareutvecklade Morris-systemet och det resulterade i det första kommersiella SPC-systemet No. 1 ESS 1965. Några år senare installerades det första SPC-systemet utanför USA, en AKE 12 lokalstation i Tumba, utanför Stockholm, som kom i kommersiell drift år 1968. AKE 13 i Rotterdam i Nederländerna blev år 1971 den första datorstyrda internationella transitväxeln i världen, dessutom det första flerprocessorsystemet.

### Digitala SPC-växlar
På 1960-talet introducerades en ny transmissionsteknik som använde pulskodmodulering, PCM,  i telefonnäten. Tekniken innebar att talet i telefonsamtalen kodades digitalt och ett antal samtal kan därmed multiplexas på samma ledning vilket ökade kapaciteten på ledningsnäten. Det dröjde dock in på 1970-talet innan PCM-tekniken fick sitt genombrott. I och med digitaliseringen av telefonnäten, mha. PCM-tekniken, blev det lönsamt med digitala väljare i telefonväxlarna.
Det första SPC-systemet med digital väljare blev No. 4 ESS som driftsattes 1976. I det första AXE-systemet i Södertälje år 1976 var väljaren analog , men 1978 togs den första digitala AXE-systemet i drift i Åbo i Finland.
Genombrottet i stor skala för digitala växlar kom på 1980-talet, system som No. 5 ESS (AT&T), System1240 (ITT), DMS100 (Northern Telecom), AXE (Ericsson) och DX200 (Nokia) är några exempel på digitala SPC-system åren kring 1980.
Även väljaren närmast abonnentledningarna (abonnetsteget) digitaliserades, vilket reducerade kostnaden men också medförde att digitala tjänster (ISDN) kunde erbjudas till kunderna. I Kalmar installerades det första digitala abonnentsteget för AXE tidigt på 1980-talet. Ytterligare kostnadsbesparingar kan göras då digitala abonnentsteget kan brytas ut och flyttas närmare abonnenterna (utbrutet abonnentsteg).

## Webbkällor
- The History of Ericsson
- History of AT&T